# Pendulum Music
Pendulum Music est une des premières œuvres du compositeur américain Steve Reich conçue en 1968 pour microphones, amplificateurs, enceintes et exécutants. Il s'agit d'une installation musicale pour microphones animés d'un mouvement de balancier, tel un pendule, au-dessus d'enceintes créant avec un certain degré d'aléatoire un effet de phasing.
La « partition » de l'œuvre, qui est en réalité un simple texte manuscrit de Reich, a été écrite en août 1968, et révisée en mai 1973 par le compositeur.

## Historique
Pendulum Music est une pièce à part, dans le sens où il s'agit plus d'une installation sonore que d'une composition musicale à proprement parler. Elle est la continuation des toutes premières expérimentations sonores de Reich sur le déphasage de bandes magnétiques réalisées avec les pièces It's Gonna Rain (1966) et Come Out (1967), mais effectuée de manière ici plus grossière. Elle résulte de la découverte fortuite par Reich du son produit par un micro passant devant des enceintes, alors que le compositeur jouait avec le micro comme un lasso.
La pièce faisait à l'origine partie d'un spectacle multimédia, Over Evident Falls, créé en collaboration avec Bill Wiley, lors d'une école d'été à l'Université du Colorado à Boulder. Le spectacle, décrit par Reich comme un « happening pensé à la va-vite », se déroulait sous une pluie de faux flocons de neige, éclairés par une lumière noire. Une photo de la performance du 2 mai 1969 au Whitney Museum of American Art de New York, montre Richard Serra, James Tenney, Bruce Nauman et Michael Snow comme exécutants.
En 2007, la chorégraphe belge Anne Teresa De Keersmaeker utilise Pendulum Music comme préambule à son spectacle Steve Reich Evening, donnant à voir sur scène en introduction le principe de phasage/déphasage, avant d'initier son spectacle de danse contemporaine.

## Structure
Cette installation est constituée de deux, trois, quatre (ou plus) microphones suspendus au-dessus d'enceintes mises en position repos, mais réglées de façon à créer un feed-back lorsque son microphone associé passe à sa verticale mais pas lorsqu'il s'en éloigne. Un exécutant va fournir le mouvement de balancier initial des microphones qui à chaque passage à la verticale de l'enceinte vont créer des sons de type percussion dans un premier temps puis progressivement du type de ceux produits par un saxophone. Ces sons sont amplifiés et diffusés à l'auditoire. L'installation, se comportant alors comme une machine aléatoire et autonome en fonction des conditions initialement appliquées (et variables) aux microphones et de la structure des câbles soutenant ceux-ci, va générer des sons qui vont naturellement se décaler dans le temps. Par le principe mécanique d'amortissement de l'oscillation des micros, les sons individuellement produits par chacun d'eux seront changeants dans leur fréquence et leur durée en fonction des conditions initiales appliquées à chaque unité. La partition précise que les exécutants, une fois les micros lancés, rejoignent alors l'audience et regardent l'exécution de la pièce. Celle-ci s'arrête lorsque les microphones s'immobilisent au-dessus des enceintes : le système est alors débranché.
Chaque représentation de l'œuvre est par définition physiquement unique et non reproductible. Elle expose en fait une partie de la théorie de Reich sur le phasage en musique et donne à « voir » le processus. L'exécution de cette œuvre est d'une durée variable d'environ 5 à 10 minutes, suivant les conditions initiales appliquées.

## Discographie sélective
- Phase Pattern - Pendulum Music - Piano Phase par l'Ensemble Avantgarde, Wergo, 1999
- SYR4: Goodbye 20th Century par Sonic Youth, SYR, 1999